# باریانو
باریانو (به ایتالیایی: Bariano) یک منطقهٔ مسکونی در ایتالیا است که در استان برگامو واقع شده‌است.

## خصوصیات
باریانو ۷٫۰ کیلومترمربع مساحت و ۴٬۲۲۵ نفر جمعیت دارد و ۱۱۴ متر بالاتر از سطح دریا واقع شده‌است.